# لاکتوکوک
لاکتوکوک‌ها، گروهی از باکتری‌های اسید لاکتیک هستند که قبلاً در گروه N1 از استرپتوکوک‌ها (طبقه بندی لنسفیلد) قرار داشتند. آن‌ها هوموفرمنتور (جور تخمیر) می‌باشند یعنی فقط یک محصول به نام اسید لاکتیک به‌طور عمده یا خاص از تخمیر گلوکز تولید می‌کنند. با تغییر شرایط محیط کشت مانند pH، غلظت گلوکز و مواد غذایی می‌توان این ویژگی را تغییر داد. لاکتوکوک‌ها، کوکسی‌های گرم مثبت، کاتالاز منفی و غیر متحرکی هستند که به شکل تک، جفت یا زنجیره‌ای دیده می‌شوند. لاکتوکوک‌ها گونه‌هایی دارند که می‌توانند در دمای ۷ درجه سانتی‌گراد یا پایین تر رشد کنند. لاکتوکوک لاکتیس مهم‌ترین گونه است.
از لاکتوکوک‌ها به‌طور گسترده در صنعت لبنیات برای تولید محصولات تخمیری مانند پنیرها استفاده می‌شود. آن‌ها را می‌توان به تنهایی یا با ترکیب با سایر باکتری‌های اسید لاکتیک مانند لاکتوباسیوس و استرپتوکوک استفاده کرد.